# Shiwaforce
A Shiwaforce (más néven Shiwaforce.com vagy ShiwaForce.com Zrt.) magyar tulajdonú technológiai és tanácsadó cég, székhelye Budapesten található. Emellett rendelkezik irodákkal Miskolcon (Magyarország) és Taskentben (Üzbegisztán). Több mint 230 munkavállalójával a Shiwaforce megbízható partnere a banki, biztosítási és távközlési nagyvállalatoknak Magyarországon és Közép-Európában.
A cég vállalati szintű webes tartalomkezelő rendszerekre (eCMS), digitális élményplatformokra (DXP), egyedi IT fejlesztésre (frontend, backend) és DevOps megoldásokra specializálódott. Emellett külön divíziót működtet digitális transzformáció, mesterséges intelligencia tanácsadás és vállalati képzések terén is.
A Shiwaforce fő terméke a Zenith DXP / Zenith eCMS, egy moduláris, vállalati szintű eCMS keretrendszer. A DXP/eCMS-t olyan ügyfelek használják, mint az OTP Csoport, MBH Bank, Magyar Telekom, MagNet Bank, Union (Magyarország), valamint a Magyar Nemzeti Bank (MNB). Az eCMS-en túl a Shiwaforce egyedi IT megoldásokat és tanácsadást is nyújt a CEE-régió más vezető vállalatainak, például az Erste Banknak, a KBC-nek, a Vodafone-nak, a One-nak, a Telenor/Yettelnek, az Egisnek, a Richter Gedeonnak vagy a Glosternek.
A Shiwaforce Atlassian Platinum Solution Partner, és az első olyan cég volt a régióban, amely egy jelentős közép-kelet-európai bank teljes Atlassian-rendszerét migrálta felhőalapú infrastruktúrára.
Emellett vezeti a Pulze Digital fejlesztését is — ez egy olyan üzletág, amely a szervezeti szintű digitális készségfejlesztésre összpontosít, személyre szabott tanulási utak révén, például az OTP Bank digitális kompetenciáinak fejlesztését támogatva minden szervezeti szinten.

## Történelem
A Shiwaforce egy magyar technológiai vállalat, amelyet 1998-ban alapítottak Active Vision néven. Később, 2011. január 27-én alakult meg a ShiwaForce.com Zrt. mint zártkörű részvénytársaság, és a cég felvette a korábban saját CMS-termékének nevét. A Shiwaforce CMS portálrendszer nagy sikereket aratott a magyar piacon, ami megalapozta azt a döntést, hogy a cég is ezen a néven folytassa működését.
A vállalat úttörő szerepet játszott a magyar digitális banki szolgáltatások fejlesztésében, például az MKB Bank első weboldalának és az OTP Bank online bankkártya-igénylési szolgáltatásának létrehozásával. 2016-ban közreműködött az OTP teljesen digitális számlanyitási megoldásának bevezetésében.

## Napjainkban
Napjainkban saját fejlesztésű eCMS-rendszere támogatja többek között az OTP Bank, a Magyar Telekom és a Magyar Nemzeti Bank (MNB) digitális platformjait – a magyar internethasználók mintegy fele használja napi szinten ezeket a megoldásokat.
A Shiwaforce munkáltatói megítélése szorosan összefügg előremutató szervezeti kultúrájával, agilis munkamódszereivel, az állandó munkavállalói fejlődés iránti elkötelezettségével, valamint innovációs és növekedési eredményeivel. A házon belüli termékfejlesztéstől kezdve az ügyfélprojektek leszállításán át a nagyvállalatokban dolgozó Team-as-a-Service szakemberekig stabilitást és változatos, dinamikus karrierutakat kínál.
A vállalat elnyerte a HRBest versenyen a „Jövőálló szervezetek” kategória fődíját, és egyetlen magyar cégként szerepelt a Bloomberg Grow Forum innovációs elismerésében. A Shiwaforce a Deloitte Fast 50 listáján is szerepel növekedési és innovációs teljesítménye alapján.
A Shiwaforce integrált irányítási rendszereket működtet globálisan elismert szabványok alapján (ISO 9001:2015 és ISO/IEC 27001:2014), ezzel biztosítva a termékek és a munkakörnyezet magas minőségét, információbiztonságát és folyamatos fejlesztését.

## Tulajdonosi szerkezet
A Shiwaforce.com Zrt.-t Kovach Anton alapította 2011-ben, aki az operatív irányítás alatt startupból egy meghatározó magyar IT-innovátorrá fejlesztette a céget. 2022-ben Kovach eladta tulajdonrészét a Portfolion Capital Partners részére, és teljes mértékben kivonult a cég irányításából.
A tulajdonosi átalakulás részeként Bodnár Béla — a W.UP korábbi alapítója és vezérigazgatója, valamint az IND Group egykori vezető munkatársa — 2022 márciusában csatlakozott a Shiwaforce-hoz vezérigazgatóként, és jelentős tulajdonrészt szerzett. Célja a vállalat nemzetközi piacokra és új üzleti vertikumokra történő irányítása volt.
További kisebb tulajdonrészeket a menedzsment tagjai birtokolnak. Jelenleg a Shiwaforce.com Zrt. többségi tulajdonosa, stratégiai pénzügyi befektetőként, a Portfolion Capital Partners. A menedzsment összetételéről bővebb információ elérhető a cég weboldalán.

## Projektek
A Shiwaforce olyan vezető magyarországi intézmények weboldalait fejleszti és üzemelteti, mint az OTP Bank, az MBH Bank, a Magyar Telekom, valamint a Magyar Nemzeti Bank (MNB). Ezek a platformok több millió felhasználót szolgálnak ki, megfelelnek a szigorú biztonsági és megfelelőségi előírásoknak, valamint támogatják a kritikus üzleti, szabályozási és e-kereskedelmi funkciókat a banki, távközlési és nemzetgazdasági szektorokban.
- OTP Bank – A Shiwaforce fejlesztette és üzemelteti Magyarország legnagyobb kereskedelmi bankjának nyilvános weboldalát. A platform több milliós látogatottság mellett is megfelel a bankszektor szigorú biztonsági és teljesítménykövetelményeinek, emellett támogatja a dinamikus tartalomkezelést és a tömeges ügyfélkapcsolati működést.
- MBH Bank – Három jelentős magyar pénzintézet egyesülését követően a Shiwaforce sikeresen szállította az egységes MBH Bank weboldalt. A projekt komplex technikai integrációt és koordinációt igényelt, hogy a különböző digitális infrastruktúrák egyetlen stabil, jövőálló online platformmá váljanak.
- Magyar Telekom – Magyarország legnagyobb távközlési szolgáltatója számára a Shiwaforce nagy forgalmú, funkciógazdag weboldalt épített, amely ötvözi az e-kereskedelmi funkciókat a zökkenőmentes, többcsatornás felhasználói élménnyel. A platform központi szerepet játszik a Telekom digitális értékesítési és ügyfélműveleti folyamataiban.
- Az Erste Bank Hungary a Shiwaforce-szal együttműködve vezette át informatikai rendszereit a felhőbe, ezzel jövőbiztos IT-infrastruktúrát alakított ki, és példaként szolgál más közép- és kelet-európai bankok számára is.[6]
- Magyar Nemzeti Bank (MNB) – A Shiwaforce hozta létre a Magyar Nemzeti Bank létfontosságú weboldalát, amely a hazai pénzügyi infrastruktúra egyik alappillére. Az oldal maximális megbízhatóságra és rendelkezésre állásra lett tervezve, biztosítva a folyamatos hozzáférést a szabályozási, pénzügyi és nyilvános kommunikációkhoz.[7]
- Az OTP Csoport a Shiwaforce-ot választotta az „Glow” kódnevű nemzetközi innovációs projekt megvalósítására, amely low-code és no-code fejlesztői megoldásokat alkalmaz, lehetővé téve a gyors szolgáltatásindítást és a nagyobb üzleti rugalmasságot a bankszektorban.Az Erste Bank Hungary a Shiwaforce partnereként valósította meg felhőalapú átállását, ezzel jövőbiztos IT-infrastruktúrát épített ki, amely példaként szolgálhat más közép- és kelet-európai bankok számára is.[8][9]
- A Magyar Telekom esetében a Shiwaforce bevezette a szabályozásnak való megfeleléshez szükséges workflow-kat, amelyek lehetővé tették az új iparági szabályozásokra való gyors reagálást, jelentősen csökkentve az operatív költségeket és az átfutási időket.[10]
- A MagNet Bank számára fejlesztett CMS megoldás lehetővé tette a kreatív, önálló tartalomgyártást, amely erősítette a bank digitális jelenlétét és márkaismertségét.
- A HIPA (Hungarian Investment Promotion Agency) az Atlassian Jira rendszerrel, a Shiwaforce támogatásával átalakította ügyfélszolgálati folyamatait, a kaotikus működés helyett egy átlátható, szabályozott munkamenetet vezetett be.
- A Magyar Nemzeti Bank (MNB) egy zöld befektetési portált és termékkereső eszközt indított a Shiwaforce fejlesztésével, amely a fenntarthatóságot támogatja a tőkepiacokon.
- Az MBH Bank egy digitális alapú bankolási élményt vezetett be, amely egy Shiwaforce által épített felhőinfrastruktúrára épült, a három pénzintézet összeolvadása után.[11]
- Egy meg nem nevezett hagyományos bank mobilbanki szolgáltatásba lépett be, egy versenyképes alkalmazás bevezetésével, amelyet a Shiwaforce-szal közösen fejlesztett ki, válaszul a kihívó bankok megjelenésére.
- Az Union Biztosító digitális ügyfélkapcsolati élményét fejlesztette tovább a Shiwaforce CMS segítségével, lehetővé téve a gyorsabb tartalomfrissítéseket és a konzisztens, többcsatornás megjelenést.[12]
- Egy vezető gyógyszeripari vállalat a Shiwaforce támogatásával tért át a régi rendszerekről DevOps gyakorlatokra, modernizálva a szoftverfejlesztési életciklust.[13]
- Egy újabb Magyar Telekommal közös projektben a Shiwaforce segített optimalizálni a toborzási folyamatokat és javítani a jelölti élményt agilis módszertanok és digitális megoldások révén.
- A Lexholding mindössze 700 óra alatt lépett be a digitális korszakba, miután a Shiwaforce segítségével gyors DevOps- és agilis átállást valósított meg.[14]

## Termékek és megoldások
A Zenith DXP (korábbi nevén Shiwa CMS) egy moduláris, biztonságos digitális élményplatform (DXP), amelyet vállalati szintű tartalomkezelésre és tömeges publikálásra fejlesztettek ki. Támogatja a felhőalapú, hibrid és on-premise telepítéseket, magas szintű biztonságot, rugalmasságot és megbízhatóságot kínálva. A felhasználók intuitív WYSIWYG szerkesztőkkel, ütemezéssel, jóváhagyási munkafolyamatokkal, személyre szabással és analitikával kezelhetik és publikálhatják tartalmaikat — mindezt konzisztens márkakörnyezetben. A platform célja a gyors, márkabiztos tartalomgyártás támogatása vállalati teljesítmény- és adatvédelmi szint mellett.
A Zenith DXP ökoszisztéma része az Octant Search, amely fejlett keresési funkciókat és analitikát nyújt. Testreszabható keresési felületeivel több adatforrást integrál, javítva a tartalom megtalálhatóságát, a felhasználói elköteleződést és a teljesítményelemzést különböző platformokon.
A Module Creator lehetővé teszi a nem technikai felhasználók számára is, hogy előre definiált sablonok és egy designrendszer segítségével optimalizált landing oldalak és CMS modulok építését valósítsák meg a Zenith DXP-n belül. Biztosítja a márkaarculattal való összhangot, miközben teljes elrendezési szabadságot ad fejlesztői támogatás nélkül. A modulok így gyorsan, rugalmasan és márkakövetően hozhatók létre a Shiwaforce.com weboldalon.
A Dynaform egy fejlett űrlapkészítő eszköz a Zenith DXP keretrendszerben, amely ideális adatgyűjtéshez és lead generáláshoz. Teljesen testreszabható, rugalmas adatbeviteli űrlapokat kínál vállalati használatra, és zökkenőmentesen integrálódik a tartalomplatformmal, hogy strukturált munkafolyamatokon és analitikán keresztül javítsa az átváltási arányokat.
A Pulze Digital a Shiwaforce vállalati szintű nemzetközi készségfejlesztési platformja, amely moduláris tanulási utakat biztosít különböző szervezeti szerepkörök és perszónák számára. A legfontosabb digitális képességi területekre fókuszál — beleértve a mesterséges intelligenciát, adatmenedzsmentet, felhőalapú technológiákat, valamint low-code/no-code megoldásokat — és skálázható tanulási élményeket kínál minden szinten. Az Awareness-től a Master szintig terjedő szinteken a Pulze ötvözi az elméletet, a gyakorlati képzést, a közösségépítést és a gondolkodásmód-fejlesztést, célja pedig a folyamatos digitális kompetencia beépítése a csapatok és vezetők szintjén.
A DevOps Shiwaforce átfogó DevOps szolgáltatásokat nyújt, amelyek a szoftverfejlesztés gyorsítására és a működési hatékonyság növelésére irányulnak. A szolgáltatások közé tartozik a CI/CD pipeline-ok bevezetése, a konténerizáció (Docker, Kubernetes), az infrastruktúra automatizálása, valamint a cloud-native technológiák (AWS, Google Cloud, Azure) integrációja. Az agilis gyakorlatokkal összehangolt fejlesztési és üzemeltetési folyamatok révén a Shiwaforce lehetővé teszi a folyamatos telepítést, a skálázható környezeteket és a biztonságos, nagy teljesítményű rendszerek működését.
A Team-as-a-Service szolgáltatás keretében a Shiwaforce teljes körűen menedzselt, rugalmasan méretezhető IT csapatokat biztosít az ügyfelek egyedi igényeire szabva. A szolgáltatás a tapasztalt szakemberek széles körére támaszkodik — fejlesztők, architektek, agilis projektmenedzserek, tesztelők és üzleti elemzők —, és olyan beágyazott képességet nyújt, amely gyorsítja a digitális transzformációt és csökkenti a piacra lépési időt. A Shiwaforce sikeresen telepített ilyen csapatokat nagy magyar vállalatokhoz, például az OTP Bankhoz vagy a Magyar Telekomhoz, ahol a szakemberek közvetlenül a megrendelői szervezetbe integrálódtak, modernizálták a munkafolyamatokat, új platformokat valósítottak meg, és javították az IT szállítási hatékonyságot szabályozott környezetben.